# Червоненко, Евгений Альфредович
Евге́ний Альфре́дович Червоне́нко (укр. Євген Альфредович Червоненко; род. 20 декабря 1959 года, Днепропетровск, УССР, СССР) — украинский политический и государственный деятель, предприниматель, автогонщик. Народный депутат Верховной рады Украины IV созыва. С февраля по сентябрь 2005 года — министр транспорта и связи Украины. Глава Запорожской областной государственной администрации (2005—2007). Государственный служащий 1-го ранга (02.2006). В 2000—2001 годах — глава Госрезерва Украины. Занимал должности заместителя председателя Киевской городской государственной администрации (2008-2010), руководителя Департамента авиации Министерства по вопросам чрезвычайных ситуаций Украины (с 2011).
Член партии «Наша Украина», называл себя одним из её создателей — с партбилетом под № 17, состоял в политсовете партии.

## Биография
Отец Евгения Червоненко — профессор Днепропетровского горного института Альфред Червоненко. Мать Евгения Альфредовича — Людмила Израйлевна Маршак, дочь работавшего проректором в том же институте, что и её муж, Израиля Соломоновича Маршака.
По собственным словам Червоненко: «Я украинец, а по происхождению еврей». Есть младший брат Игорь. Вспоминал: «Ещё в школе, чтобы облегчить нам жизнь, родители предложили, тем более что фамилия к этому располагает, сменить графу в паспорте… Я отказался из уважения к дедам. Один — по отцовской линии — прошёл от Сталинграда до Берлина. А второй был начальником Коркинского угольного разреза (Челябинск). Вот этот мой дед, Израиль Соломонович Маршак, был деканом, проректором Горного института в Днепропетровске. Отец был начальником лаборатории, завотделом, профессором. Там у нас целая династия горняков». По свидетельству Червоненко, его дед был двоюродным братом Самуила Маршака, «встречался с ним, мне даже в детстве подарки передавали», «дед — из Александрии Кировоградской области, потом переехал в Кривой Рог». Отец умер 20.06.1997. Червоненко вспоминал: «У меня были родители вот такие (сжимает кулаки), которые меня палкой учили. Английский, математика, профессиональный спорт. Тренировки каждый день. У них была возможность при Советском Союзе. Дедушка, папа. Я им бесконечно благодарен».
Окончил днепропетровскую среднюю школу № 23. Вспоминал: «Мой друг и одноклассник Эдуард Шифрин побеждал на республиканских физических олимпиадах, а я — на математических». Также, по собственному утверждению, «был чемпионом города по плаванью брассом на 100 и 200 метров» и в школе претендовал на золотую медаль.
Поступал в МФТИ, но принят не был — по собственным словам: «из-за национальности не взяли», называл это «самой большой пощёчиной в жизни»; вспоминал, что вместе с Шифриным закончил специальную заочную школу при МФТИ, «мы, круглые отличники, приезжаем поступать в этот вуз в Москву, с отцами-профессорами. Сдаём экзамены… с нами поговорили на собеседовании, потом мы вышли, а родителям сказали: „Извините, ваши дети не приняты“. Это было больно не столько нам, сколько нашим отцам, профессорам, коммунистам. Мой обиделся настолько, что я вернулся в Днепропетровск и пошёл в „семейный“ институт, в горный». Окончил механико-машиностроительный факультет Днепропетровского горного института, где учился в 1977—1982 годах, по специальности «горные машины и комплексы».
Спустя годы Червоненко рассказывал, что одновременно с учёбой «тут же работал лаборантом, получал Ленинскую стипендию, ещё 45 рублей, итого выходило 145 рублей. Через ночь дежурил слесарем и работал водителем-перегонщиком „Автотранса“. Получал за это 279 рублей. По тем временам я был богатый и независимый человек. Для меня деньги не цель — это средство. Правда, иногда, приходя на лекции, не успевал солидол смыть. Кстати, водителем я работал у папы покойного Лени Милославского в знаменитой „Морковке“, которая занималась перевозкой овощей в Днепропетровске. Именно там началось моё увлечение автогонками, потому что замдиректора был раллистом. Я уговорил его взять меня в секцию». На год позже эту же школу окончил будущий зять президента Украины Леонида Кучмы Виктор Пинчук.
В 1982—1985 годах инженер-конструктор специального конструкторского отдела института «Днепромашобогащение».
В 1986—1991 годах профессиональный спортсмен-автогонщик, являлся раллийным штурманом, член сборной СССР, мастер спорта СССР международного класса по ралли, призёр чемпионатов Европы и СССР, учредитель в 1987 году первой в СССР профессиональной автогоночной команды «Перестройка» по авторалли: чемпион Украины и победитель Спартакиады Украины (1983), мастер спорта СССР, член сборной СССР (1985), победитель и призёр этапов чемпионата Европы, победитель Спартакиады народов СССР (1988), мастер спорта СССР международного класса (1989), чемпион СССР по авторалли.
Став миллионером ещё во времена СССР (благодаря своему таланту гонщика), в 1988 году создал компанию грузовых перевозок «Транс-Ралли».
В 1994 году председатель правления СП «Рогань Ван Пур», в 1995 году глава Промышленной группы «Украина Ван Пур». С 1995 года член УСПП, затем становится членом правления УСПП, председателем комиссии по вопросам развития предпринимательства, вице-президентом общества «Киев-Тайбэй», членом совета Федерации работодателей Украины и товаропроизводителей при президенте Украины. В 1997—2000 годах занимал пост президента (владелец) концерна «Орлан», занимающегося производством безалкогольных напитков и грузовыми перевозками. В 2001—2002 годах — почётный президент концерна «Орлан».

В 2005 году о предприятии «Орлан» высказывался: «такого предприятия уже нет, оно разрушено стараниями Медведчука-младшего (бывший заместитель Государственной налоговой администрации Украины). Обломки от этого завода проданы. Компания, которая была третьей в стране, стала 63-й. Потому что все сетевые маркеты получили указ не брать продукцию „Орлана“. Банкам приказывали не давать кредитов. Так что меня от бизнеса уже отделили давно и без меня».
С сентября 1997 по апрель 1998 года — глава Совета предпринимателей Украины при Кабинете министров Украины.
В 1998—2000 годах — внештатный советник президента Украины Л. Д. Кучмы (в 2005 году, вспоминая про это время, отмечал, что был фаворитом Кучмы: "год-два. 1997-98-99. Я ему верил… Я вписал в его инаугурационную речь в 1999 слова: «Вы увидите нового президента».)
В 2000—2001 годах — глава Государственного агентства по управлению государственным материальным резервом (Госрезерв) в правительстве Ющенко. Вспоминал: «Меня назначили на должность главы Госрезерва как человека успешного — и Президент Украины поставил передо мной задачу: вывести Госрезерв из кризиса и организовать рациональное управление».
С апреля 2002 года — вице-президент Евроазиатского еврейского конгресса.
Народный депутат Верховной рады Украины IV созыва, от блока «Наша Украина». Секретарь Комитета Верховной Рады по вопросам строительства, транспорта, жилищно-коммунального хозяйства и связи. Оппоненты Червоненко утверждают, что он гражданин Израиля, из-за чего он чуть было не лишился украинского гражданства и места в Верховной Раде. Он даже объявил голодовку, требуя восстановления своих прав.
Во время Оранжевой революции был начальником охраны кандидата в президенты Виктора Ющенко. Один из спонсоров и казначей избирательной кампании. После победы Ющенко Червоненко предлагали возглавить Министерство внутренних дел Украины, однако он отказался, о чём впоследствии сожалел.
С февраля по сентябрь 2005 года — министр транспорта и связи Украины (в кабинете Юлии Тимошенко). Новый министр немедленно заявил, что его ведомство разрывает все сомнительные договоры с арендаторами и субподрядчиками и будет заключать новые. До конца года это позволит удвоить отчисления министерства в бюджет. Червоненко попросил первого заместителя вернуть в бюджет 400 тысяч долларов за квартиру, купленную ему министерством.
Обвинения в коррупции, спровоцировавшие отставку правительства Тимошенко, озвучивались и в его адрес, однако ко времени его назначения в Запорожскую область фактов коррупции в действиях экс-министра транспорта парламентская следственная комиссия не обнаружила. Сменил его на посту министра его первый заместитель Виктор Бондарь.
С 8 декабря 2005 года по 24 декабря 2007 года — председатель Запорожской областной государственной администрации.
О своём назначении вспоминал так: «Через два месяца (после увольнения с поста министра), позвонил Президент и спросил: „В Запорожье поедешь? Мне нужно“». Я думал не больше десяти секунд.
Настоял на установке в г. Запорожье памятника жертвам голодомора.
В апреле 2006-го был избран депутатом Запорожского областного совета.
В сентябре 2007 года на съезде евреев Украины был избран вице-президентом Еврейской общины Украины.
Глава Национального оргкомитета по проведению на Украине Евро-2012 (заявлял, что в декабре 2007 года «вышел из кабинета Ющенко вице-премьером по Евро-2012, и на этой встрече была Тимошенко, Балога, Яценюк. А потом появился Васюник, который устраивает её, Медведчука и Суркиса, и сорвали моё назначение».) 19 ноября 2008 года правительство ликвидировало данное Нацагентство и Червоненко лишился своего поста.
С 2008 года первый (третий по счёту) заместитель городского головы Киева Леонида Черновецкого. (По утверждениям Червоненко и Черновецкого, это назначение произошло по инициативе последнего и с одобрения президента Ющенко. Червоненко отмечал, что это произошло также не без участия Балоги.) В 2010 году ушёл в декретный отпуск по уходу за ребёнком. Отказался от предложения Черновецкого остаться у него советником.
На президентских выборах на Украине в 2010 году в первом туре голосовал за Ющенко, перед вторым заявил, что поддержит лидера оппозиции (Януковича). Ранее, в марте 2009 года в интервью на вопрос, за кого он проголосует во втором туре, если туда выйдут Янукович и Тимошенко, ответил, что за Януковича.
С 2005 по 2011 год занимал пост президента Автомобильной федерации Украины.
С марта 2011 года — руководитель Департамента авиации МЧС Украины, затем помощник министра Виктора Балоги.
Со второй половины 2010-х годов — приглашённый комментатор и активный участник ток-шоу на телеканалах 112 Украина, NewsOne (где также вёл программы «Субъективные итоги дня» и «Наша дорога»), и ZIK (периодически).
Безуспешно участвовал в конкурсе на председателя Одесской областной администрации.
Участвовал в досрочных парламентских выборах 2019 года в качестве самовыдвиженца по мажоритарному округу № 134 (Одесса, Малиновский район). По итогам голосования занял второе место (16,85 %, 12 321 голосов), уступив кандидату от партии «Слуга народа» Олегу Колеву (35,11 %, 25 672 голосов).
На местных выборах 2020 года участвовал в выборах городского головы Одессы от партии «Наш край», в первом туре занял шестое место (3,69 %, 7614 голосов). Во втором туре поддержал кандидата от ОПЗЖ Николая Скорика

## Критика
10 декабря 2018 года Независимая медийная рада приняла решение по поводу обращения Национального совета по вопросам телевидения и радиовещания с просьбой высказать позицию о наличии нарушений законодательства Украины в эфире телеканала NewsOne с 31 августа по 17 октября 2018 года. В программах «Большой вечер» (2 сентября) и «Субъективные итоги» (6 сентября) Евгений Червоненко в качестве ведущего отрицал участие России в войне на востоке Украины, утверждал о непризнании миром этого факта, а также заявлял о защите вышеуказанным государством своих интересов. Всё вышеуказанное медийная рада сочла нарушением закона о запрете на трансляцию телепередач, изготовленных после 1 августа 1991 года, содержащих популяризацию или пропаганду органов государства-агрессора и их отдельных действий, которые оправдывают или признают правомерным оккупацию территории Украины).

## Семья и друзья
Первая жена была «дочерью ответственного партийного работника». С ней он, как вспоминал, познакомился «в 1982 году на чемпионате Союза в Калуше… Через два года мы поженились. У нас родилась Саша, моя младшая. Старшая — Вика, это дочь моей второй и нынешней жены Маргариты».
Вторая жена — Маргарита (её первый муж был сыном командующего Прикарпатским военным округом), в официальном разводе с 2007 года. Есть дочь от первой жены и сын.
- Маргарита Владимировна Червоненко окончила Львовский университет по специальности экономика планирования народного хозяйства, а также факультет международной экономики Киевского университета. В 2000-2007 годах руководила концерном «Орлан»[39].

Своими друзьями называл: Игоря Митюкова, Эдуарда Шифрина.

## Конфликты
- в 2006 году — потасовка с охранником премьер-министра Виктора Януковича[41]
- в 2007 году — развод с женой[42].
- в 2014 году — словесная перепалка в прямом эфире ТСН с журналисткой Татьяной Черновол[43].
- в 2018 году — во время эфира на телеканале 112 (Украина) после словесной перепалки с бывшим депутатом И. Богословской та попыталась нанести ему пощёчину.

## Награды
- Заслуженный мастер спорта Украины по автомобильному спорту (2019)[44].
- Награждён орденом «За заслуги» III степени (1997), II степени (1999), I степени (2004)[45].
- Кавалер ордена князя Ярослава Мудрого V степени (2009)[46]
- Победитель конкурса «Человек года» в номинации «Предприниматель года» (1999 год).
- Награждён золотой медалью Международной кадровой академии «За эффективное управление» (2000 год).
- Почётный граф Рыцарского ордена Архистратига Михаила (2001 год).
- Лауреат Всеукраинской программы «Лидеры регионов» (2002 год).
- Наградное оружие (2005)[47]

Иностранные награды:
- Награждён королём Швеции Карлом XVI Густавом орденом «Полярная звезда» (Швеция, 1999 год),
- президентом Польши — орденом «Орден Заслуг перед Республикой Польша» (Польша),
- «За выдающиеся достижения» (2000 год),
- Святого Станислава III степени,
- Кавалер ордена Рыцарской доблести II степени.